# Atotech
Атотех (нем. Atotech) — международная компания по производству химикатов специального назначения.  Главный офис находится в г. Берлин (Германия).
Atotech разрабатывает и производит химикаты и оборудование для нанесения декоративных и функциональных покрытий, а также для производства печатных плат и полупроводниковых приборов.
Компания имеет отделения более чем в 40 странах мира, в т.ч. мощности по производству химикатов и оборудования в Германии, Чехии, Словении, Испании, Японии, Китае, Тайване, Южной Корее, Сингапуре, Индии, США, Канаде, Мексике и Бразилии. В 2012 году численность сотрудников компании составляла более 4000 человек.

## История
Atotech возник из фармацевтической компании Schering AG. История подразделения “Schering-Galvanotechnik” уходит корнями в 1895 год, когда компания Schering запатентовала процесс извлечения золота и серебра с применением цианистого калия.
В 1901 году гальваническое подразделение Schering начало производить смеси солей, предназначенные для защиты металлов во время хранения, под общим торговым названием  Trisalyt.
В 1936 году гальваническим подразделением Schering был разработан первый «скоростной» электролит меднения – Copper Trisalyt Extra Rapid, a также первый в мире электролит, обеспечивающий осаждение глянцевого медного покрытия – Brilliant.
В 1951 году Schering AG открыл гальваническое подразделение в г. Фойхт (Германия), которое в 1989 году переехало в Берлин. Фойхт до сегодняшнего дня остается главным центром производства оборудования компании Atotech.
В 1993 году компания Schering AG продала своё гальваническое подразделение французской химической компании ELF Atochem, которая объединила его со своим дочерним предприятием M&T Harshaw. В результате этого объединения была образована компания Atotech Deutschland GmbH. 
В России официальное представительство компании находится в г. Москва - ООО "Атотех-Хемета"

## Деятельность
Atotech разрабатывает технологии и оборудование для:
- Нанесения коррозионностойких (цинкование, покрытие сплавами цинка), декоративных (меднение, никелирование, хромирование) и функциональных покрытий (твёрдое хромирование, химическое никелирование, оловянирование, покрытие драгметаллами и т.д.)
- Металлизации пластмасс
- Финишной обработки поверхности
- Производства печатных плат, электронной и полупроводниковой промышленности.